# Narara
Narara är en del av en befolkad plats i Australien. Den ligger i kommunen Gosford Shire och delstaten New South Wales, i den sydöstra delen av landet, omkring 53 kilometer norr om delstatshuvudstaden Sydney.
Närmaste större samhälle är Umina, omkring 14 kilometer söder om Narara. 
I omgivningarna runt Narara växer i huvudsak städsegrön lövskog. Genomsnittlig årsnederbörd är 1 286 millimeter. Den regnigaste månaden är februari, med i genomsnitt 201 mm nederbörd, och den torraste är juli, med 36 mm nederbörd.